# Gnypeta brincki

Gnypeta brincki  (лат.) — вид коротконадкрылых жуков из подсемейства Aleocharinae. Северная Америка.

## Распространение
Голарктика. Европа (Норвегия, Финляндия, Швеция). Канада (Квебек, Северо-Западные Территории, Юкон), США (Аляска).

## Описание
Мелкие коротконадкрылые жуки, длина тела 3,2—3,6 мм. Основная окраска чёрная (иногда центральная часть надкрылий и лапки красновато-коричневые). Опушение желтовато-серое, длинное и плотное. Ширина пронотума на 1/3 меньше чем ширина надкрылий, по длине надкрылья также крупнее. 7—9-й членики усиков поперечные, а 4—6-й членики субквадратные у самок и вытянутые у самцов. Усики 11-члениковые. Передние лапки 4-члениковые, средние и задние лапки 5-члениковые (формула 4-5-5). 
Взрослые особи отмечены на песчаном берегу реки, также в детрите. Активны с июня по август.
Вид был впервые описан в 1966 году по материалам из Швеции, а его валидный статус был подтверждён в ходе ревизии, проведённой в 2008 году канадскими энтомологами Яном Климашевским (Jan Klimaszewski; Laurentian Forestry Centre, Онтарио, Канада) и Реджинальдом Уэбстером.